# 7:e divisionen (Tyskland)
7:e divisionen (tyska: 7. Division) var en tysk division som existerade mellan 1818 och 1919.

## Organisation vid första världskrigets utbrott
Förläggningsort inom parentes.
- 13:e Infanteribrigaden (Magdeburg)
  - 26:e Infanteriregementet (1:a Magdeburgska) "Furst Leopold av Anhalt-Dessau" (Magdeburg)
  - 66:e Infanteriregementet (3:e Magdeburgska) (Magdeburg)

- 14:e Infanteribrigaden (Halberstadt)
  - 27:e Infanteriregementet (2:a Magdeburgska) "Prins Louis Ferdinand av Preussen" (Halberstadt)
  - 165:e Infanteriregementet (5:e Hannoverska) (Quedlinburg och Blankenburg)

- 7:e Kavalleribrigaden (Magdeburg)
  - 10:e Husarregementet (Magdeburska) (Stendal)
  - 16:e Ulanregementet (Altmarkiska) "Hennings von Treffenfeld" (Salzwedel och Gardelegen)

- 7:e Fältartilleribrigaden (Magdeburg)
  - 4:e Fältartilleriregementet (Magdeburgiska) "Prinsregent Lutipold av Bayern" (Magdeburg)
  - 40:e Fälartilleriregementet (Altmarkiska) (Burg)

## Befälhavare
| Grad            | Name                    | Tidsperiod                         |
| --------------- | ----------------------- | ---------------------------------- |
| Generallöjtnant | Friedrich von Bernhardi | 24 april 1904 - 11 december 1907   |
| Generallöjtnant | Johannes Riedel         | 1914                               |
| Generalmajor    | Hans von der Esch       | 24 november 1916 - 3 november 1918 |
| Generallöjtnant | Carl Nehbel             | 3 november 1918 - januari 1919     |